# Exèrcit Australià
L'Exèrcit Australià —Australian Army en anglès, és l'exèrcit que pertany a l'estat lliure associat d'Austràlia (país sobirà membre de la Mancomunitat de Nacions), aquest exèrcit va ser fundat l'any 1901 com a part de les Forces Militars de la Commonwealth. El servei militar a l'exèrcit australià va ser obligatori des de l'any 1911 fins a l'any 1972 quan el govern laborista australià va abolir el servei militar obligatori, que des d'aquell moment passà a ser voluntari.

## Formació de l'exèrcit australià
Abans de la Federació cada una de les colònies australianes tenia els seus propis exèrcits formats per una mescla de soldats regulars (soldats pagats a temps complet), la milícia (soldats pagats a temps parcial), i les unitats voluntàries (no remunerades i a temps parcial). El març de 1901 el Govern Federal va assumir la responsabilitat en els assumptes de defensa i els exèrcits colonials es van fusionar per formar les Forces Militars de la Mancomunitat (CMF). Al llarg dels següents 47 anys les Forces Militars d'Austràlia, que aviat van ser conegudes, segueixen sent una força amb soldats ciutadans a temps parcial i amb només una petita part de forces regulars. Anteriorment, aquestes forces estaven restringides a servir en el territori australià. Dues de les forces voluntàries especials, conegudes com la força imperial australiana, es van formar per al servei a l'estranger durant les dues guerres mundials. No obstant això, les forces d'unitats ciutadanes, van prestar serveis en territori australià i en l'Oceà Pacífic durant la Segona Guerra Mundial.
Després de la Segona Guerra Mundial les forces militars d'Austràlia es van reorganitzar. L'Exèrcit Regular d'Austràlia es va formar el setembre del 1947, la qual cosa va anar amb el suport de les Forces Militars Ciutadanes Reorganitzades. Aquesta és l'estructura que es manté en l'actualitat, encara que el component de temps complet de l'exèrcit és molt major del que era el 1947, el component de temps parcial s'ha reduït considerablement. És només des del 1980 que a l'exèrcit australià se li ha estat oficialment donat aquest nom. Els membres del 3r Batalló (paracaigudes), del 5è i 7è Batalló Mecanitzat, i el Regiment Real Australià (3RAR i 5/7RAR), van formar la Caserna Robertson abans de la seva sortida per unir-se a la força Internacional per a Timor-Leste (INTERFET), Palmerston, NT, el 1999.

## Servei militar obligatori i voluntari
Els homes australians i els nens van ser reclutats per l'exèrcit en quatre esquemes diferents en la seva història. El Pla de Servei Universal de 1911 a 1929 va obligar a tots els joves d'edats compreses entre 12 i 26 anys per dur a terme diversos períodes d'entrenament militar en una unitat de cadet o CMF. Aquest esquema va ser abolit pel govern laborista immediatament després de la seva elecció a l'octubre de 1929. El servei militar obligatori es va introduir amb l'arribada de la guerra en 1939. Inicialment es va requerir només els homes de 21 anys per completar tres mesos d'entrenament militar, però a mitjan 1942 tots els homes entre 18 i 35 anys i tots els homes solters entre 35 i 45 anys estaven obligats a prestar servei militar. El pla va ser suspès en 1945.
Un tercer sistema de servei militar obligatori va ser implementat en 1951 i va continuar fins a 1957, amb 18 anys, els homes van ser necessaris per formar inicialment amb l'exèrcit regular i després es transferien a una unitat de CMF. El règim obligatori de servei més recent i més controvertit va ser introduït en 1965. Una loteria es va utilitzar per seleccionar als joves de 19 anys, inclusivament els residents d'altres nacionalitats, d'acord amb la seva data de naixement (tret que prèviament s'haguessin unit a la CMF) aquests van ser obligats a servir en l'exèrcit durant dos anys, que generalment va implicar un període de servei en la Guerra del Vietnam. Aquest sistema va ser abolit pel govern laborista electe al desembre de 1972. El dret del govern als homes reclutats forçosament en les forces armades es manté en la llei i només se suspèn. Austràlia ha intervingut en diferents fronts bèl·lics des de la seva creació en 1901, aquestes guerres i intervencions van ser:

## Primera Guerra Mundial (1914-1918)
En la Primera Guerra Mundial, el camp de batalla més important va ser el Front Occidental a França i Bèlgica, on es van lliurar grans batalles com les de Fromelles, Somme, Bullecourt, Messines, Passendale, Dernancourt i Villers-Bretonneux. Dels més de 290.000 australians que van servir en la guerra, la «força imperial australiana», 46.000 van ser assassinats o van morir en l'acció de les seves ferides. Esquitxen el paisatge de França i Bèlgica els centenars de cementiris de guerra i els monuments d'aquests soldats caiguts que es troben enterrats o els seus noms figuren entre els milers de persones que no tenen «tomba coneguda, el soldat desconegut».

## Segona Guerra Mundial

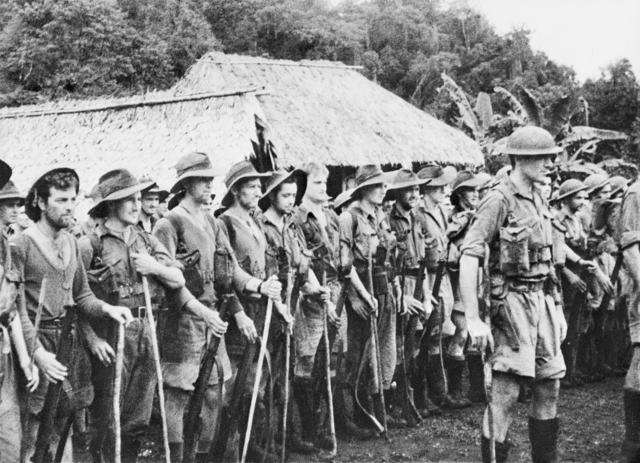
Soldats australians del 39 batalló en 1942

El bombardeig de Darwin dut a terme per l'Imperi Japonès el 19 de febrer de 1942 va ser els major atac emprès mai per una potència estrangera contra Austràlia. També va ser una acció significativa a la campanya del Pacífic de la Segona Guerra Mundial, representant un important cop psicològic per a la població australiana, diverses setmanes després que haguessin començat les hostilitats amb el Japó. Així van començar una sèrie d'un centenar d'atacs aeris japonesos sobre Austràlia durant 1942-43.

## Guerra de Corea
L'Exèrcit Australià va servir al costat de la Marina Australiana, i la Royal Australian Air Force a Corea, o en les aigües adjacents a Corea. Durant el conflicte i després del conflicte, entre el 27 de juny 1950 i 19 d'abril de 1956
En total 18.000 soldats van prestar servei durant la guerra.

## Guerra del Vietnam
Aproximadament 61.000 homes i dones van servir a la Marina Reial Australiana (RAN), de l'Exèrcit Australià i la Reial Força Aèria Australiana (RAAF) a Vietnam, o en les aigües adjacents a Vietnam, durant el conflicte entre el 23 de maig del 1962 i 29 d'abril del 1975. El Departament d'Assumptes de Veterans té la intenció d'incloure a la pàgina web els noms de les tripulacions dels bucs HMA Metxa ràpida i HMA Vampire. Aquests dos vaixells van visitar Saigon durant el període comprès entre el 25 i el 29 gener del 1962. Al personal assignat per al servei durant aquest període se'ls van atorgar serveis operatius corresponents al Dret dels Veterans de 1986. No obstant això, les llistes dels bucs per aquest període s'han perdut i les llistes de la tripulació estan incompletes actualment.

## Guerra del Golf
Austràlia va contribuir amb un Grup de Tasques Especials Navals que formava part de la flota multinacional en el Golf Pèrsic i el Golf d'Oman, en l'operació de Damasc. A més, es van desplegar equips mèdics a bord d'un buc hospital nord-americà, i un equip de bussos navals van participar en la retirada de mines de les instal·lacions portuàries de Kuwait després de les operacions de combat. Austràlia va ser membre de la coalició internacional i va contribuir a les forces militars del 1991 durant la Guerra del Golf Pèrsic. Les forces australianes no van entrar combat, però van tenir un paper important en l'aplicació de les sancions engegades contra l'Iraq després de la invasió de Kuwait. També van contribuir a donar suport als petits en l'Operació Tempesta del Desert. Després del final de la Guerra del Golf Pèrsic, Austràlia va desplegar una unitat mèdica, l'Operació d'Hàbitat, per al nord de l'Iraq com a part de l'Operació Proporcionar Confort.

## Guerra d'Iraq
El Govern del primer ministre australià, John Howard va ser un dels governs que va fer intervenir al seu país en la guerra d'Iraq, però el gener del 2008 el laborista Kevin Rudd, va exposar als Estats Units el pla de retirar les tropes de combat de l'Iraq a mitjan any amb «el menor trastorn possible». Austràlia ha tingut fins a 14.000 militars a l'Iraq, en missions de 1.500 soldats, durant els últims cinc anys es van dedicar a entrenar a uns 33.000 soldats iraquians.

## Guerra de l'Afganistan
Uns 1.500 militars australians van ser destinats a l'Afganistan, on participaren, des del 2001, en operacions de combat i formació de les forces de seguretat afganeses sota comandament de l'OTAN, i tingué 38 morts en l'operació.